# Henri Arnaud
Henri Arnaud (Embrun, Altos Alpes, el 20 de septiembre de 1641 - Ötisheim, en Baden-Württemberg, Alemania, el 8 de septiembre de 1721) fue un Pastor de los Valdenses en el Piamonte, que se volvió militar a fin de liberar a sus correligionarios de la persecución de Vítor Amadeo II. 
Cuando los valdenses fueron exiliados por segunda vez, Arnaud los acompañó en el exilio a Schönenberg, y continuó ejerciendo su función de pastor hasta su muerte.

## Vida
Arnaud nació en Embrun, en el Reino de Francia. Alrededor en 1650 su familia regresó a los Valles Valdenses de donde eran originarios. En Luserna San Giovanni, donde Arnaud fue educado en Torre Pellice, posteriormente, frecuentó el colegio en Basilea (1662 a 1665) y la facultad en Ginebra (1666). Luego regresó a los valles, y parece haber sido pastor en varias aldeas de los valles valdenses antes de fijarse en La Tour (1685).

## Liderazgo
Él era líder natural de sus correligionarios después de que Víctor Amadeo II de Saboya los expulsó en (1686) de sus valles, y muy probablemente visitó a los Países Bajos, donde su gobernante, Guillermo III de Inglaterra, ciertamente le proporcionó ayuda y dinero. Arnaud se ocupó de organizar a sus tres mil compatriotas que se habían refugiado en Suiza, y que en dos ocasiones (1687 y 1688) intentaron recuperar sus casas.
La revolución inglesa de 1688, y la elección de Guillermo para ocupar el trono, animaron a los valdenses a hacer otro intento. 
Con instrucciones detalladas proporcionadas por el veterano Giosué Janavel (impedido debido a la edad de tomar parte en la expedición) Arnaud, junto a unos mil seguidores, comenzaron el 17 de agosto de 1689, cerca de Nyon, a orillas del lago de Ginebra, su regreso a la tierra natal. 
El 27 de agosto, el grupo, después de muchas dificultades y peligros, llegó al valle de San Martín, pasando por Sallanches 
y atravesando el paso de la montaña de Véry (6506   pies, el enclave de la Fenêtre (7425  pies), el paso del Bonhomme (8147   pies), el paso del monte Iseran (9085   pies), el Macizo del Mont Cenis (6893 pies), el paso del Pequeño Mont Cenis (7166 pies), los pasos Clapier (8173 pies), Coteplane (7589 pies), y Piz (8550 pies). 
Ellos se refugiaron en la alta y segura ciudadela rocosa de Balsille, donde fueron sitiados del 24 de octubre de 1689 a 14 de mayo de 1690, por soldados (unos 4000 en número) del monarcas de Francia y del duque de Saboya.
En esta fortaleza natural consiguieron resistir a los muchos ataques feroces y durante todo el período de invierno. 
En particular, el 2 de mayo, un ataque fue derrotado sin la pérdida de un solo hombre del pequeño grupo de Arnaud. Sin embargo, otro ataque el 14 de mayo no fue posible resistir, y Arnaud retiró su grupo de la ciudadela, aprovechándose de una espesa niebla, para guiarlos por las colinas hasta el valle de Angrogna, por encima de Torre Pellice.
Un mes después, los valdenses fueron recibidos por el duque de Saboya, por iniciativa de este, ya que había abandonado su alianza con Francia y suscrito otra con Gran Bretaña y Holanda. Así, durante los seis años que siguieron, los valdenses apoyaron al duque contra Francia, a pesar de sufrir muchos y repetidos ataques de las tropas francesas.
Por una cláusula en el tratado de paz de 1696, hecho público en 1698, Víctor Amadeu se volvió de nuevo contra los valdenses, y cerca de 3.000 de ellos, entre los cuales Arnaud, buscaron protección en los países protestantes, principalmente en Württemberg, donde Arnaud se convirtió en el pastor de Dürrmenz-Schönenberg], al noroeste de Stuttgart, en 1699. 
Una vez más (1704-1706) los valdenses apoyaron el duque en contra de Francia. Arnaud, sin embargo, no tomó parte en las operaciones militares, aunque visitó Inglaterra (1707) para obtener ayuda financiera de la Reina Ana.

## Teología
Henri Arnaud estuvo  entre los últimos valdenses a unirse a la Reforma Protestante en Ginebra.

## El legado
Arnaud murió en Ötisheim, siendo pastor en una iglesia de aldea de la parroquia de Mühlacker-Dürrmenz, en 1721. Fue durante sus momentos de descanso que compiló varios documentos, entre ellos la Histoire de la glorieuse rentrée des Vaudeis dans leurs Vallées (Historia del glorioso retorno de los Valdenses a sus Valles), que fue publicada (probablemente en Kassel en 1710, con una dedicatoria a la reina Ana. Fue traducida al inglés en 1827 por Henry Acland y, también apareció en versiones en alemán y holandés. Una parte del manuscrito original está preservada en la Biblioteca Estatal de Berlín.